# Малайська батігоподібна змія
Малайська батігоподібна змія (Ahaetulla mycterizans) — отруйна змія з роду Батігоподібна змія родини Вужеві.

## Опис
Загальна довжина досягає 1,5 м. Голова витянгнута, тулуб тонкий та стрункий, хвіст довгий. Спина яскраво-трав'янисто-зеленого кольору, черево має яскраво-жовте або біле забарвлення. На передній частині тулуба присутній яскравий малюнок з чорних та білих поперечних смуг, розсічених зеленою лускою. Оболонка очей помаранчева.

## Спосіб життя
Полюбляє дощові тропічні ліси. Активна вдень. Усе життя проводить на деревах. Харчується переважно жабами. Отрута не є загрозливою для людини. 
Це живородна змія. Самка народжує до 10 дитинчат.

## Розповсюдження
Мешкає у Таїланді, Лаосі, Малайзії та на островах Ява та Суматра (Індонезія). 